# Pierre Reverdy
Pierre Reverdy, (ur. 13 września 1889, zm. 17 czerwca 1960), francuski poeta związany z surrealizmem i kubizmem.
Pierre Reverdy urodził się w Narbonie, a dorastał niedaleko Montagne Noire. Reverdy pochodził z rodziny rzeźbiarzy. Studiował w Tuluzie i w Narbonne. 
Reverdy przyjechał do Paryża w październiku 1910 r. To tam w słynnym Bateau-Lavoir na Montmartrze spotkał Guillaumea Apollinairea, Maxa Jacoba, Louisa Aragona, André Bretona i Tristana Tzara.
Do jego przyjaciół należeli Pablo Picasso, Georges Braque, Henri Matisse i wielu innych. Były to lata w których surrealizm zyskiwał na popularności i Reverdy należał do osób, które znacznie się do tego przyczyniły. W pierwszym Manifeście Surrealistycznym André Breton obwołał Reverdy'ego "największym poeta wszech czasów"
W roku 1917 razem z Maxem Jacobem i Guillaume Apollinairem, Reverdy założył pismo Nord-Sud ("Północ-Południe") które zawierało utwory dadaistyczne i surrealistyczne. Wydawali je do 1918.

## Dzieła
- 1915 Poèmes en prose (Paryż, Imprimerie Birault).
- 1916 La lucarne ovale (Birault).
- 1916 Quelques poèmes (Birault).
- 1917 Le voleur de Talan, roman (Awinion, Imprimerie Rullière).
- 1918 Les ardoises du toit, illustrated by Georges Braque (Birault).
- 1918 Les jockeys camouflés et période hors-texte, (Imprimerie F. Bernouard).
- 1919 La guitare endormie, (Imprimerie Birault).
- 1919 Self defence. Critique-Esthétique. (Birault).
- 1921 Étoiles peintes, (Paryż, Sagittaire).
- 1921 Cœur de chêne, (Éditions de la Galerie Simon).
- 1922 Cravates de chanvre, (Éditions Nord-Sud).
- 1924 Pablo Picasso et son œuvre, in Pablo Picasso(Gallimard).
- 1924 Les épaves du ciel (Gallimard).
- 1925 Écumes de la mer, (Gallimard).
- 1925 Grande nature (Paryż, Les Cahiers libres).
- 1926 La peau de l'homme, (Gallimard).
- 1927 Le gant de crin (Plon).
- 1928 La balle au bond, (Marsylia, Les Cahiers du Sud).
- 1929 Sources du vent, (Maurice Sachs éditeur).
- 1929 Flaques de verre (Gallimard).
- 1930 Pierres blanches, (Carcassonne, Éditions d'art Jordy).
- 1930 Risques et périls, contes 1915-1928 (Gallimard).
- 1937 Ferraille (Bruksela).
- 1937 Preface for Déluges by Georges Herment (José Corti).
- 1940 Plein verre (Nicea).
- 1945 Plupart du temps, poèmes 1915-1922, Które było zbiorem tomików Poèmes en prose, Quelques poèmes, La lucarne ovale, Les ardoises du toit, Les jockeys camouflés, La guitare endormie, Étoiles peintes, Cœur de chêne et Cravates de chanvre (Gallimard, reedycja w 1969 w serii « Poésie »).
- 1945 Preface for Souspente by Antoine Tudal (Paryż, Éditions R.J. Godet).
- 1946 Visages, (Paryż, Éditions du Chêne).
- 1948 Le chant des morts, (Tériade éditeur).
- 1948 Le livre de mon bord, notes 1930-1936 (Mercure de France).
- 1949 Tombeau vivant, Dulce et decorum est pro patria mori, in Tombeau de Jean-Sébastien Galanis (Paryż, imprimé par Daragnès).
- 1949 Main d'œuvre, poèmes 1913-1949, które było zbiorem tomików : Grande nature, La balle au bond, Sources du vent, Pierres blanches, Ferraille, Plein verre and Le chant des morts and adds Cale sèche and Bois vert, (Mercure de France).
- 1950 Une aventure méthodique, (Paryż, Mourlot).
- 1953 Cercle doré, (Paryż, Mourlot).
- 1955 Au soleil du plafond, (Tériade éditeur).
- 1956 En vrac (Monako, Éditions du Rocher).
- 1959 La liberté des mers, (Éditions Maeght).
- 1962 À René Char, (Alès, P. A. Benoît, poème épistolaire tiré à 4 ex.)
- 1966 Sable mouvant, (Paryż, L. Broder éditeur).